# Eugeen Jacobs
Eugeen Jacobs (* 13. Januar 1919 in Schilde; † 22. Februar 1998 in Deurne) war ein belgischer Radrennfahrer und nationaler Meister im Radsport.

## Sportliche Laufbahn
Von 1940 bis 1952 sowie von 1954 bis 1956 war Jacobs als Berufsfahrer aktiv, unter anderem in bekannten Radsportteams wie Terrot, Rochet und Automoto. 1942 wurde er nationaler Meister im Querfeldeinrennen (heutige Bezeichnung Cyclocross) vor Lode Poels. 1943 konnte er den Titel vor Richard Blendeman verteidigen. 1942 wurde er beim Sieg von Robert Oubron Achter im Critérium International de Cyclo-Cross, das als Vorläufer der späteren UCI-Weltmeisterschaften galt. Mehrfach gewann er weitere Medaillen bei den nationalen Titelkämpfen. Bei den UCI-Weltmeisterschaften im Querfeldeinrennen war sein bestes Ergebnis der 10. Platz 1950, als Jean Robic den Titel gewann. Auf der Straße gewann er 1944 den Grote Prijs Stad Sint-Niklaas.